# 클리퍼턴섬

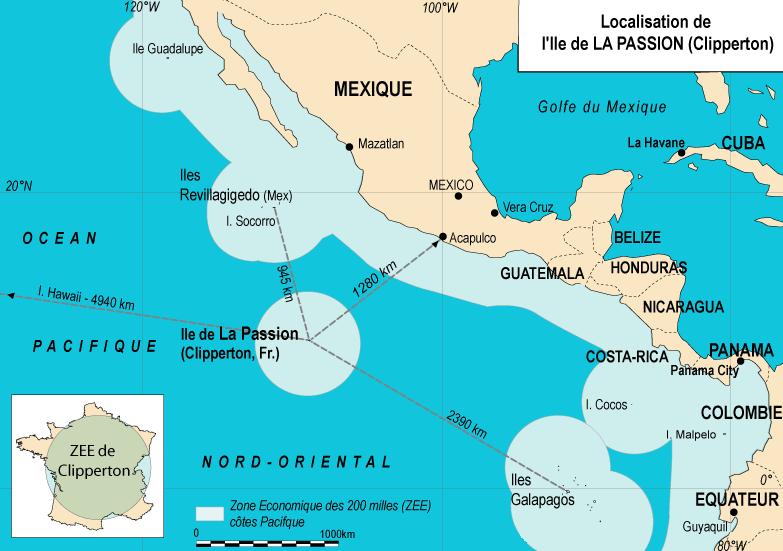
위치

클리퍼턴섬의 기

클리퍼턴섬의 문장

클리퍼턴섬(프랑스어: Île de Clipperton, 스페인어: Isla de la Pasión)는 동태평양에 있는 무인도 환초섬으로 프랑스의 해외 영토다. 멕시코 아카풀코에서 서남쪽으로 1,280km 떨어져 있다. 면적은 2km2이며, 환초까지 합하면 6km2이다. 이름은 영국인 존 클리퍼턴에서 유래했다.